# Partido Social Trabalhista (1988)
O Partido Social Trabalhista (PST) foi um partido político brasileiro. Apesar do nome, não guardava relação com o Partido Social Trabalhista fundado em 1946.
Em 1996, já após sua extinção, uma nova agremiação política reutilizaria o nome Partido Social Trabalhista, novamente sem nenhuma relação, organizado pelo mesmo dirigente, o advogado Marcilio Duarte, presidente nacional da legenda, tanto nesta fase, como na seguinte.

## Desempenho Eleitoral

### Eleições presidenciais
| Ano  | Imagem | Candidato(a) a Presidente | Candidato a Vice-Presidente | Coligação                                  | Votos               | Posição |
| ---- | ------ | ------------------------- | --------------------------- | ------------------------------------------ | ------------------- | ------- |
| 1989 |        | Fernando Collor (PRN)     | Itamar Franco (PRN)         | Movimento Brasil Novo (PRN, PSC, PST, PTR) | 35.089.998 (53,03%) | 1ª      |

## História
Foi criado em 1988, quando disputou as eleições municipais no mesmo ano, e obteve a adesão de um deputado federal, João Cunha.

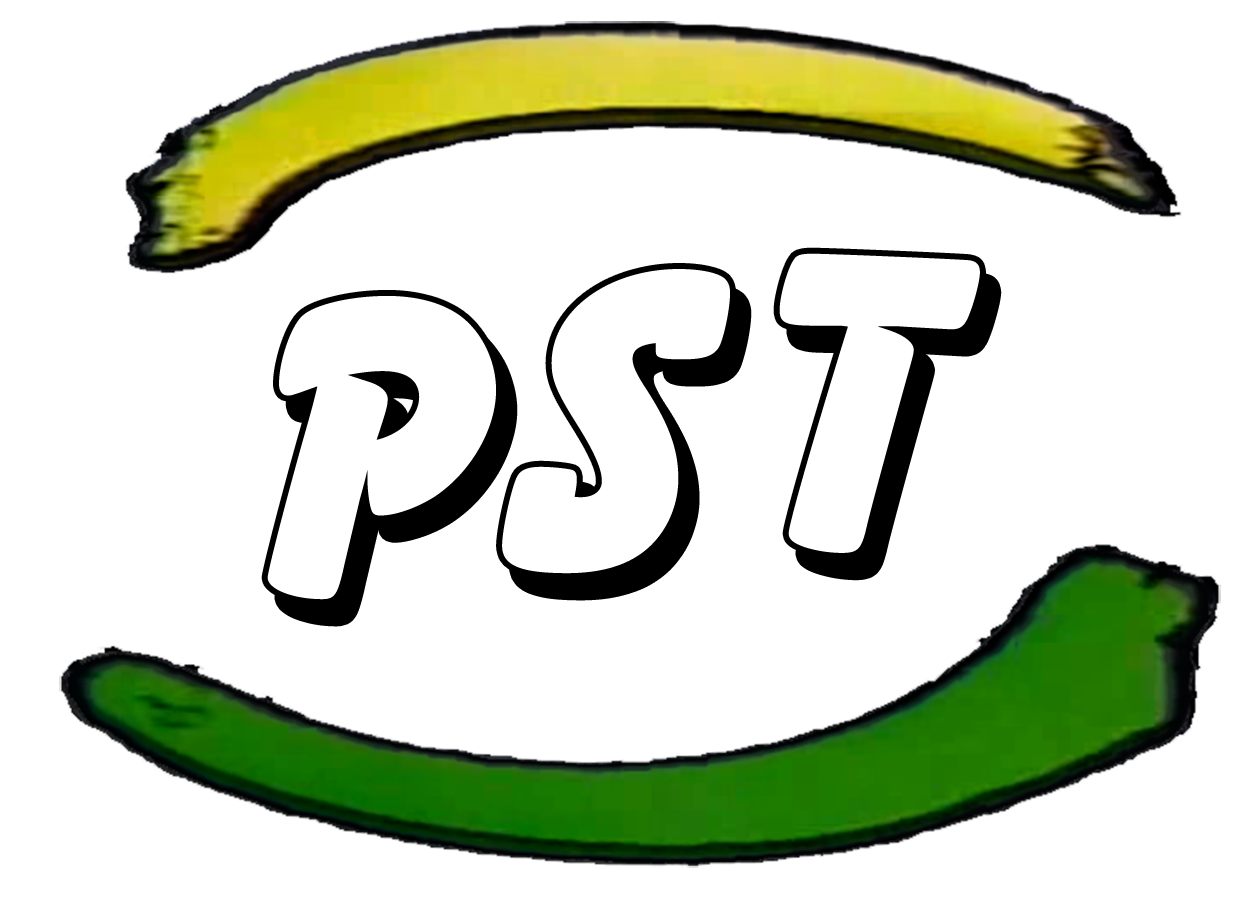
Primeira logo do PST.

Nas eleições de 1989, apoiou a candidatura de Fernando Collor de Mello à presidência da República. Ainda naquelas eleições, elegeu dois deputados federais.
Em 1990, chegou a ter entre seus filiados o então senador José Ignácio Ferreira e o apresentador e empresário Silvio Santos, que chegou a ter uma possível candidatura ao governo de São Paulo especulada, mas que não saiu do papel. No pleito de 1992, lançou as candidaturas do advogado Técio Lins e Silva à prefeitura da cidade do Rio de Janeiro e de Marcílio Duarte, presidente do partido, à prefeitura da capital paulista, sem resultados expressivos.
Mais tarde, também recebeu a adesão do ex-governador paranaense Álvaro Dias. Em 1993, fundiu-se ao PTR formando o PP, que depois de incorporado ao PPR, para formar o PPB.
|                                               |  |                                               | Partido Social Liberal (PSL) 1994–2022    | Partido Social Liberal (PSL) 1994–2022          |  | União Brasil (UNIÃO) 2022–presente              | União Brasil (UNIÃO) 2022–presente  | União Brasil (UNIÃO) 2022–presente |
| Aliança Renovadora Nacional (ARENA) 1966–1979 |  | Partido da Frente Liberal (PFL) 1985–2007     | Partido da Frente Liberal (PFL) 1985–2007 | Democratas (DEM) 2007–2022                      |  | União Brasil (UNIÃO) 2022–presente              | União Brasil (UNIÃO) 2022–presente  | União Brasil (UNIÃO) 2022–presente |
| Aliança Renovadora Nacional (ARENA) 1966–1979 |  | Partido Democrático Social (PDS) 1980–1993    |                                           | Partido Progressista Reformador (PPR) 1993–1995 |  | Partido Progressista Brasileiro (PPB) 1995–2003 | Partido Progressista (PP) 2003–2017 | Progressistas (PP) 2017–presente   |
|                                               |  | Partido Democrata Cristão (PDC) 1985–1993     |                                           | Partido Progressista Reformador (PPR) 1993–1995 |  | Partido Progressista Brasileiro (PPB) 1995–2003 | Partido Progressista (PP) 2003–2017 | Progressistas (PP) 2017–presente   |
|                                               |  | Partido Social Trabalhista (PST) 1988–1993    |                                           | Partido Progressista (PP) 1993–1995             |  | Partido Progressista Brasileiro (PPB) 1995–2003 | Partido Progressista (PP) 2003–2017 | Progressistas (PP) 2017–presente   |
|                                               |  | Partido Trabalhista Renovador (PTR) 1985–1993 |                                           | Partido Progressista (PP) 1993–1995             |  | Partido Progressista Brasileiro (PPB) 1995–2003 | Partido Progressista (PP) 2003–2017 | Progressistas (PP) 2017–presente   |